# 怀卡托足球俱乐部
怀卡托足球俱乐部（Waikato Football Club），新西兰哈密尔顿市的一个足球俱乐部。怀卡托足球俱乐部成立于2004年，现参加新西兰足球锦标赛。